# Mepindolol
Mepindolol (łac. mepindololum) –  wielofunkcyjny organiczny związek chemiczny, pochodna indolu, zmodyfikowana cząsteczka pindololu poprzez podstawienie grupą metylową, lek stosowany w leczeniu nadciśnienia tętniczego, o działaniu blokującym w równym stopniu receptory adrenergiczne β1 oraz β2.

## Mechanizm działania
Mepindolol jest lekiem β-adrenolitycznym o równym działaniu blokującym receptory adrenergiczne β1 i β2 oraz z wewnętrzną aktywnością sympatykomimetyczną. 

## Zastosowanie
- nadciśnienie tętnicze[4]
- choroba niedokrwienna serca[4]
- zaburzenia rytmu serca[4]
- zaburzenia rytmu w nadczynności tarczycy[4]

Mepindolol nie jest dopuszczony do obrotu w Polsce (2018).

## Działania niepożądane
Mepindolol wywołuje następujące działania uboczne: zmęczenie, zawroty głowy, zaburzenia żołądkowo-jelitowe, ból głowy oraz zaburzenia snu.